# Rhododendron magnificum
Rhododendron magnificum är en ljungväxtart som beskrevs av Kingdon-Ward. Rhododendron magnificum ingår i släktet rododendron, och familjen ljungväxter. Inga underarter finns listade i Catalogue of Life.